# People's Century
People's Century é uma série documental de televisão que examina o século XX. Foi uma produção conjunta da BBC no Reino Unido e da PBS dos Estados Unidos.

## Enredo
À medida que o século vinte se precipita em direção à sua conclusão, a People's Century olha para trás a história de nossos tempos. Esta série de televisão de vinte e seis episódios, transmitida pela PBS, oferece uma nova visão dos eventos turbulentos de cem anos através do revelador testemunho pessoal das pessoas que estavam lá.

## Prêmios
| Ano  | Prêmio             | Categoria                                        | Resultado |
| ---- | ------------------ | ------------------------------------------------ | --------- |
| 1996 | Emmy Internacional | Melhor Documentário (episódio: 1933 Master Race) | Venceu    |
| 1997 | BAFTA Awards       | Melhor Série Factual                             | Indicado  |
| 1997 | Peabody Awards     |                                                  | Venceu    |